# Гоце Топалов
Гоце Лазаров Топалов е деец на Българската комунистическа партия.

## Биография
Гоце Топалов е роден в 1911 година в Белица в семейството на войводата на ВМОРО Лазар Топалов. Член е на БКП от 1933 година. Секретар е на комунистическата организация в Белица. Участва в нелегалната дейност на БКП. От 1941 до 1944 година е ятак и партизанин в Партизански отряд „Никола Парапунов“.
След Деветосептемврийския преврат от 1944 г. е секретар на в Околийския комитет на БРП (к) и председател на Градския комитет на Отечествения фронт в Разлог. Директор е на Горското стопанство в Белица. Оставя спомени.